# Netocratie
Netocratie (Netocracy en anglais) est un terme inventé par le comité de rédaction du magazine américain Wired au début des années 1990.

## Signification
Mot-valise entre Internet et aristocratie, qui fait référence à une perception globale de classe supérieure qui fonde son pouvoir sur un fort avantage technologique et la mise en réseau des compétences, par rapport à ce qui est dépeint comme une bourgeoisie progressivement sur le déclin. Un mot plus approprié serait retocracy (du latin rete, net) ou dictycracy (du grec dikty, réseau).
Le concept a par la suite été repris par les philosophes suédois Alexander Bard et Jan Söderqvist pour leur livre Les Netocrates publié originellement en suédois en 2000 sous le titre Nätokraterna puis publié en anglais en 2002 par Reuters/Pearsall sous le titre The New Power Elite et Life After Capitalism.
Le concept de netocratie a été comparé au concept de Richard Florida de « classe créative ». Bard et Söderqvist ont également défini une sous-classe en opposition à la netocracy, qu'ils appellent le « consumtariat ».

### Autres usages
Le mot est aussi utilisé comme un mot-valise de l'Internet et de la démocratie, pas de l'Internet et l'aristocratie :
1. In Seattle, organized labor ran interference for the ragtag groups assembled behind it, marshaling several thousand union members who feared that free trade might send their jobs abroad. In Washington, labor focused on lobbying Congress over the China-trade issue, leaving the IMF and the World Bank to the ad hoc Netocracy.
2. From his bungalow in Berkeley, he's spreading the word of grassroots netocracy to the Beltway. He formed an Internet political consulting firm with Jerome ...